# Wilen bei Neunforn
Wilen bei Neunforn, schweizerdeutsch Wiile bi Nüüfere, ist eine Siedlung auf der Grenze zwischen den Kantonen Thurgau und Zürich in der Schweiz.
Wilen bei Neunforn TG gehörte bis 1995 als Ortsgemeinde zur thurgauischen Munizipalgemeinde Neunforn und ist seit 1. Januar 1996 Teil der politischen Gemeinde Neunforn.
Wilen bei Neunforn ZH gehörte von 1798 bis 2018 zur Gemeinde Oberstammheim und seit 2019 zu Stammheim.

## Geographie
Wilen liegt eingebettet am Ende eines kleinen Hochtals zwischen dem Stammerberg und dem Thurtal. Die Dorfstrasse ist zugleich Kantonsgrenze und trennt die Siedlung in einen thurgauischen und einen zürcherischen Teil. Der kleine Wilenersee südöstlich des Dorfes ist beim Rückzug des Gletschers der Würmeiszeit entstanden.

## Geschichte

Wilen und Wilemer See auf einem Luftbild von Walter Mittelholzer aus dem Jahr 1927

Wilen wurde 909 erstmals als Wilare urkundlich erwähnt. Das Kloster St. Gallen erwarb damals in einem Tausch in Wilen zwei Huben und auch die umliegenden Klöster St. Katharinental und Kalchrain besassen dort Höfe. Wilen war auf die drei Niedergerichte Niederneunforn, Oberneunforn und Stammheim aufgeteilt, die 1694 bis 1798 alle unter Zürcher Herrschaft standen.
Wilen wurde im Zusammenhang mit dem Zweiten Koalitionskrieg 1800 von den französischen Revolutionsarmeen überfallen und ausgeplündert.
Wilen ist durch die Kantonsgrenze geteilt: Der Zürcher Teil gehörte 1798 bis 2018 zu Oberstammheim und seit 2019 zu Stammheim. Das thurgauische Wilen war von 1803 bis 1853 Teil der Ortsgemeinde Niederneunforn der damaligen Munizipalgemeinde Neunforn. 1853 bis 1886 bildete das ganze Dorf aufgrund eines thurgauisch-zürcherischen Vertrags eine Zivilgemeinde, blieb aber auf Oberstammheim und Neunforn aufgeteilt.
Das Kirchen-, Schul- und Armenwesen wurde für das ganze Dorf der Kirchgemeinde Neunforn übertragen.
Im Jahre 1862 wurde der Hof Hub von der Ortsgemeinde Uerschhausen abgetrennt und der Ortsgemeinde Wilen bei Neunforn zugeteilt.
1887 bis 1995 war der thurgauische Teil eine eigene Ortsgemeinde der Munizipalgemeinde Neunforn.
Kirchlich gehörte ganz Wilen stets zu Neunforn.

## Wappen

### Wilen bei Neunforn TG

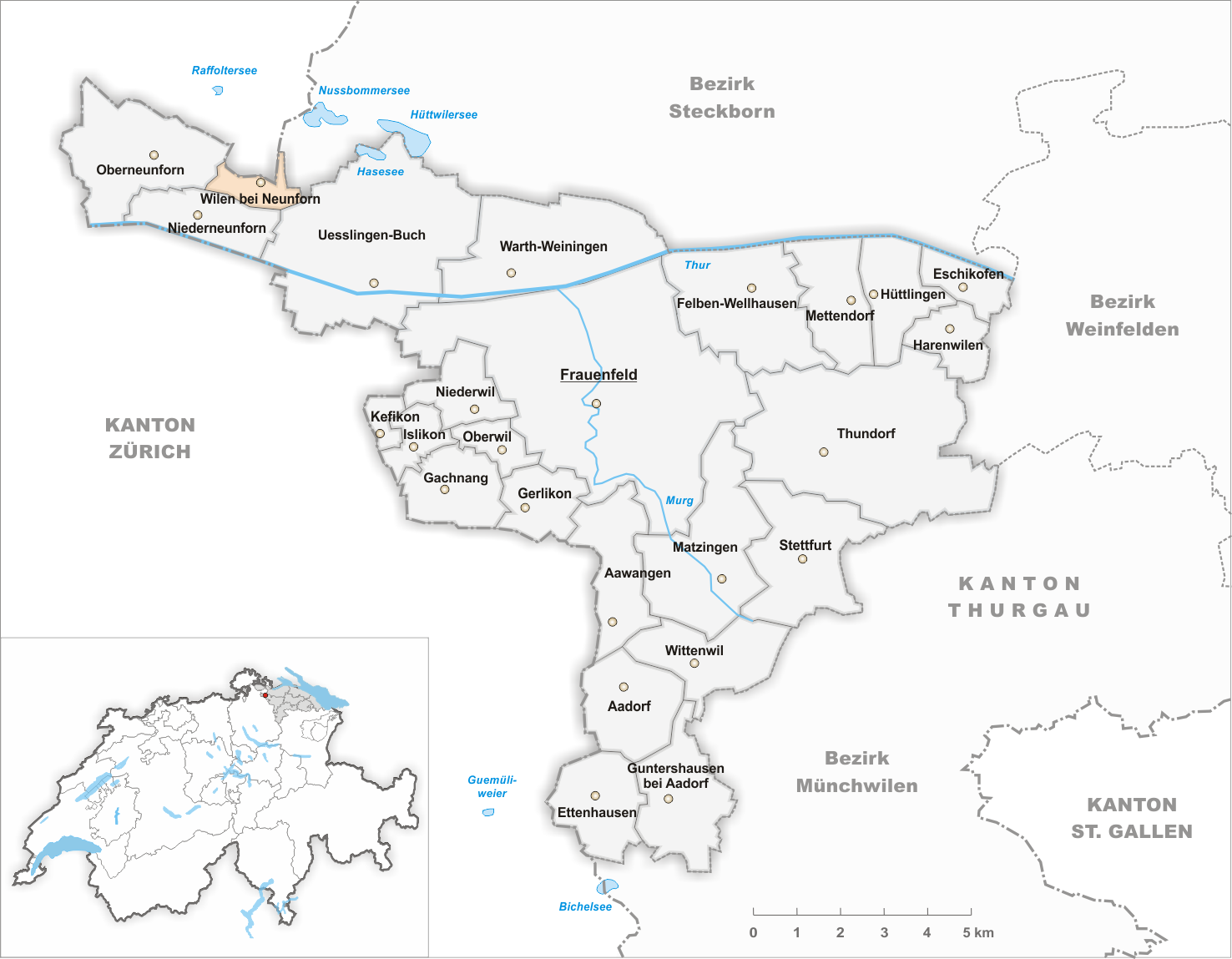
Gemeindestand von Wilen bei Neunforn TG vor der Fusion im Jahr 1996

Blasonierung: Geteilt von Blau und Weiss mit je einer Rose in vertauschten Farben.
Das Wappen ist eine Neuschöpfung der Thurgauischen Gemeindewappenkommission aus dem Jahr 1958.

## Bevölkerung
| Jahr      | 1850 | 1900 | 1950 | 1990 |
| Einwohner | 78   | 78   | 62   | 53   |

Der zürcherische Dorfteil zählt rund 55 Einwohner, der thurgauische hatte im Jahr 2000 45, im Jahr 2010 33 und 2018 41 Einwohner.

## Bildung
Die Eltern der Schüler von Wilen ZH  können wählen, ob sie ihre Kinder in die Primarschule nach Stammheim oder nach Oberneunforn schicken möchten.

## Wirtschaft
Wirtschaftlich überwiegen Ackerbau, Vieh- und Milchwirtschaft.
Heute sind noch zehn zum Teil nebenamtliche Landwirte in Wilen tätig.

## Vereine
Von erheblicher Bedeutung ist der Turnverein TV Wilen-Neunforn, der in Wilen gegründet wurde. Der Eishockey-Klub Wilen-Neunforn spielt in der Eishalle Frauenfeld.

## Bilder

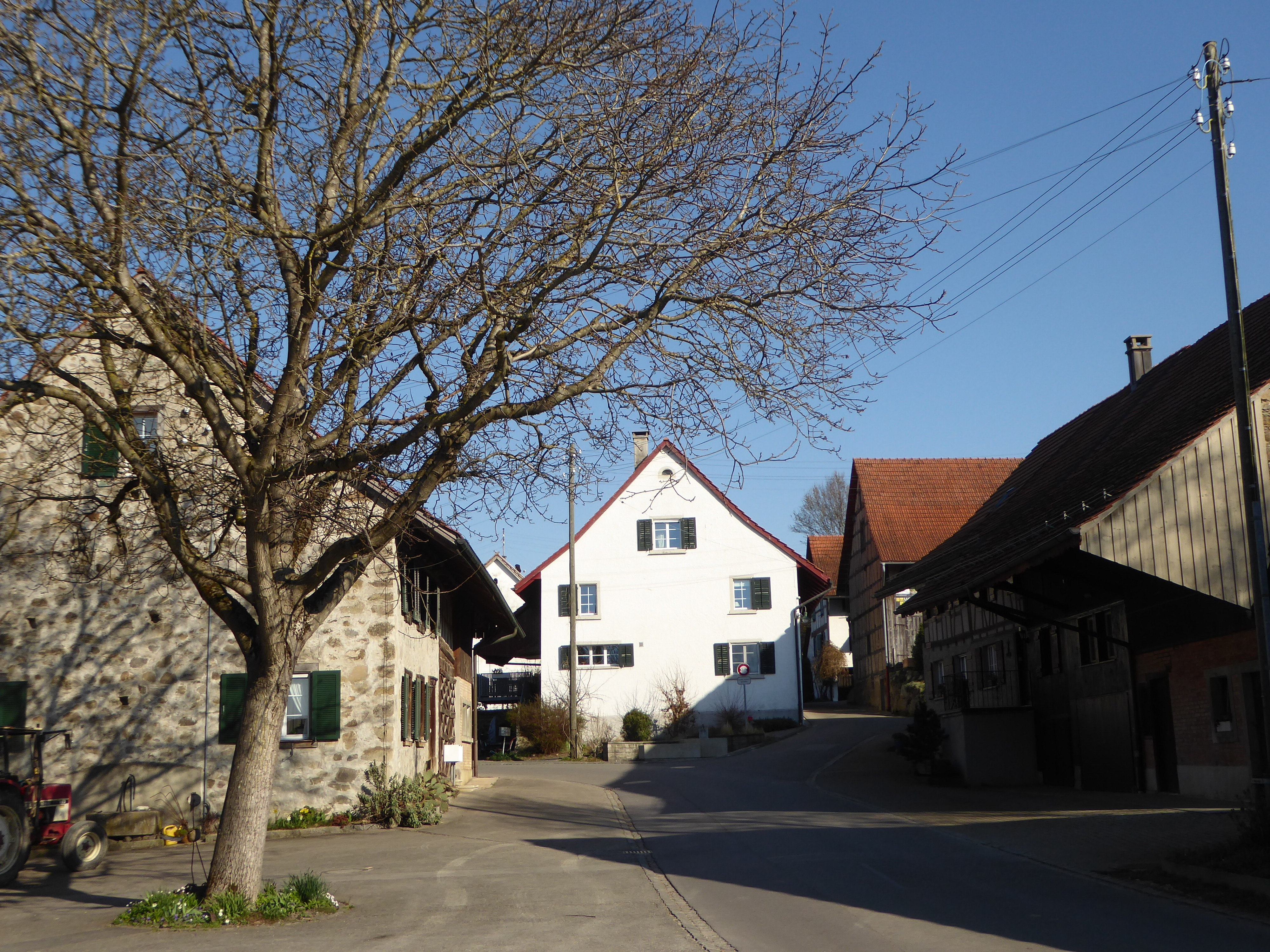
Abzweigung der Uerschhauser- von der Dorfstrasse
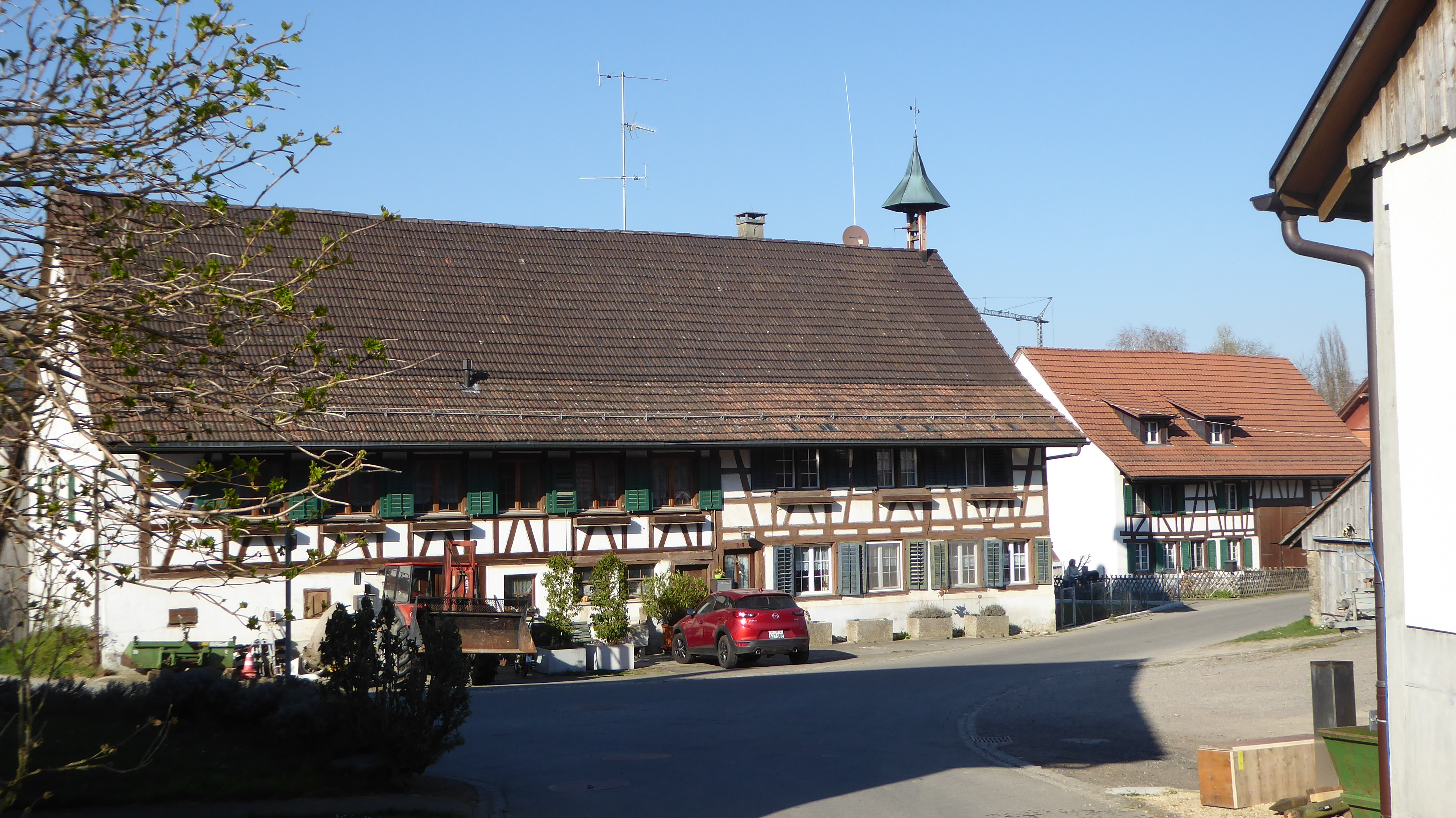
Glögglihaus
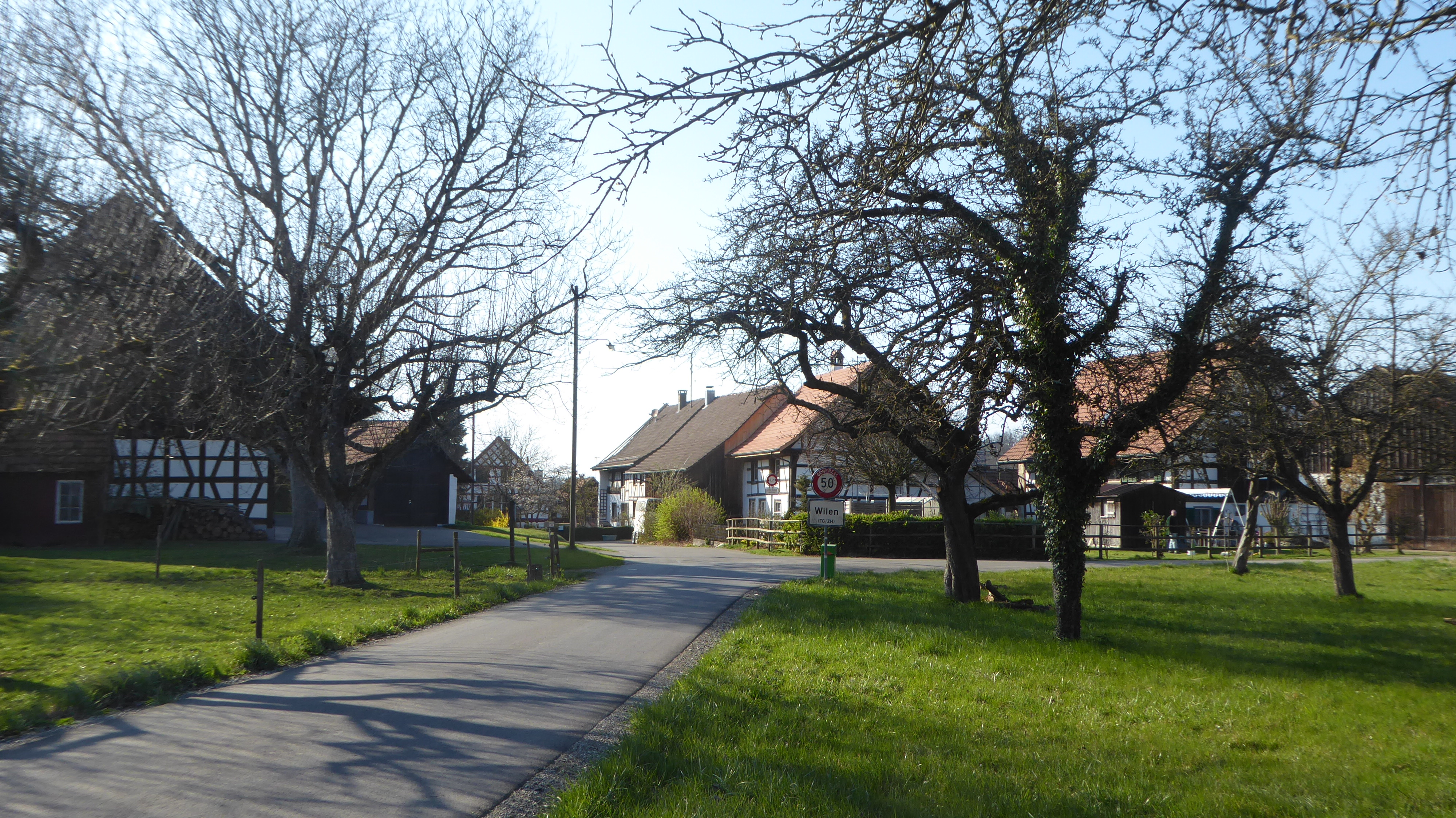
Wilen von Osten
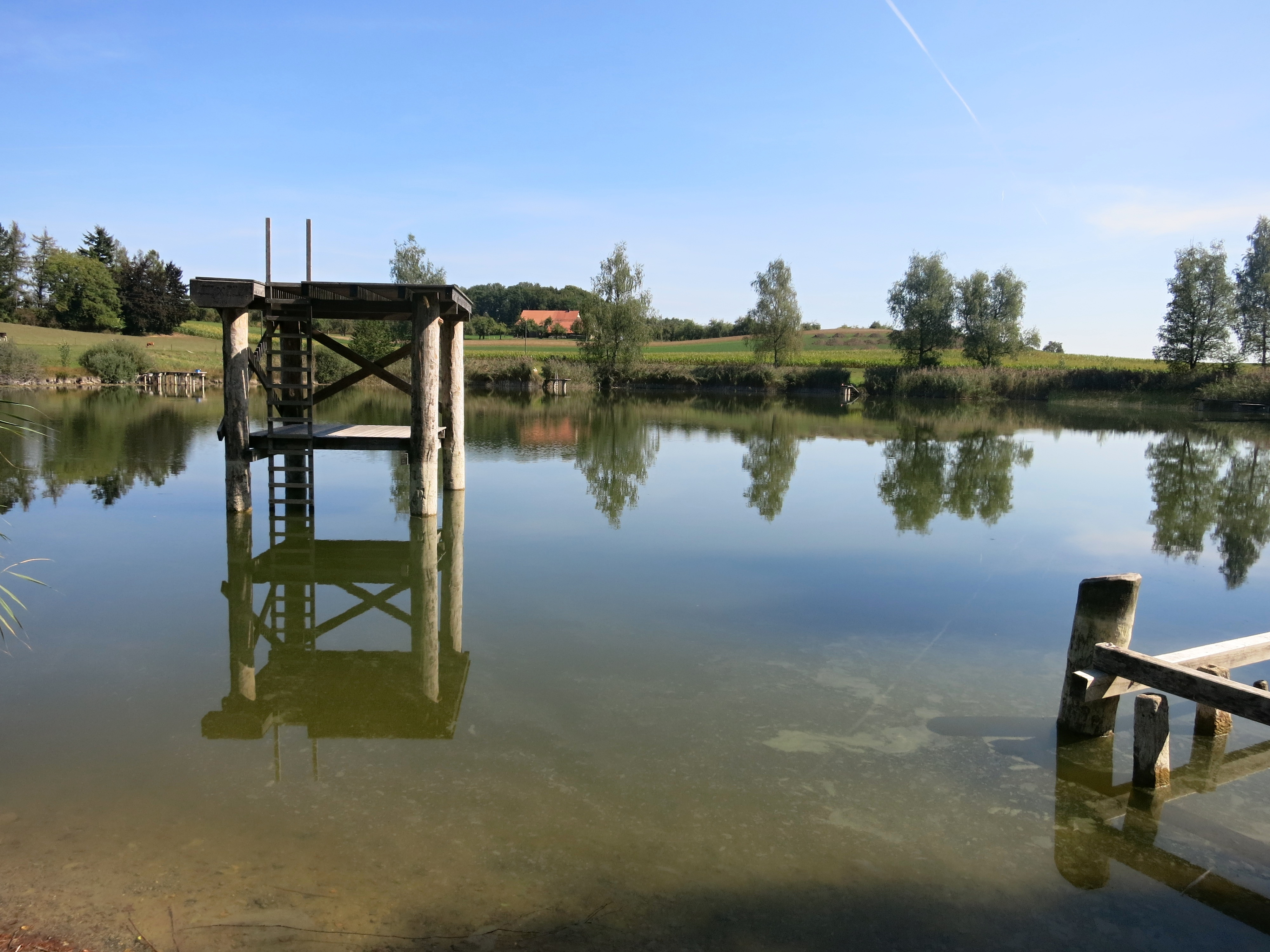
Wilenersee